# Black City
Black City  es el álbum debut y primer álbum de estudio de la banda sueca de rock: Division of Laura Lee Lanzado en el mes de febrero de 2002.
Aunque el álbum no tuvo éxito, es considerado uno de los álbumes que dieron la escena del post-punk revival escandinavo, También hoy en día es considerado un álbum con parte del seguimiento de culto.
Los sencillos más exitosos del álbum fueron "Black City" "I Guess I'm Healed" y "I Walk on Broken Glass".

## Sonido
El sonido del álbum se describe como punk rock, post-punk revival, garage rock, garage punk y indie rock.

## Lista de canciones
Todas las canciones escritas y compuestas por Division of Laura Lee contando con varias colaboraciones de otros músicos.
| Black City |                                      |          |  |
| N.º        | Título                               | Duración |  |
| 1.         | «Need To Get Some»                   | 03:12    |  |
| 2.         | «We've Been Planning This for Years» | 02:49    |  |
| 3.         | «Number One»                         | 02:56    |  |
| 4.         | «Trapped In»                         | 02:54    |  |
| 5.         | «Access Identity»                    | 02:41    |  |
| 6.         | «I Guess I'm Healed»                 | 03:59    |  |
| 7.         | «The Truth Is Fucked»                | 03:38    |  |
| 8.         | «Black City»                         | 03:40    |  |
| 9.         | «I Walk on Broken Glass»             | 02:01    |  |
| 10.        | «Second Rule Is»                     | 01:35    |  |
| 11.        | «Pretty Electric»                    | 03:10    |  |
| 12.        | «Wild and Crazy»                     | 03:28    |  |
| 35:58      |                                      |          |  |

## Personal
- Per Stålberg - vocal, guitarra con slide y e bow, percusión
- Jonas Gustafsson - vocal de apoyo, bajo, Piano Rhodes, teclados, piano y percusión
- Henrik Röstberg - guitarra, vocal de apoyo y ruidos
- Håkan Johansson - batería, percusión

### Personal adicional
- Kalle Gustafsson - producción, voces adicionales en los sencillos "Number One", "Need To Get Some" y "Second Rule Is", sintetizador moog, efectos de sonido, mezclas
- Don Alstherberg - producción, mezclas
- Johannes Persson - percusión en los sencillos "I Guess I'm Healed", "Black City" y "Need To Get Some", conga, aplausos en el sencillo " I Guess I'm Healed"
- Anders Danielsson - guitarra de acero con pedal en el sencillo "I Guess I'm Healed"
- Tuomas Siirilä - teclados en el sencillo "Number One" y "Pretty Electric", guitarra en el sencillo "Wild and Crazy"
- David S. Holloway - fotografía
- Björn Engelmann - masterización
- Yaya - diseño